# Clematis uncinata
Clematis uncinata är en ranunkelväxtart som beskrevs av John George Champion och George Bentham. Clematis uncinata ingår i släktet klematisar, och familjen ranunkelväxter.

## Underarter
Arten delas in i följande underarter:
- C. u. coriacea
- C. u. okinawensis